# Bulat Shalvovich Okudzhava
Bulat Shalvovich Okudzhava (tiếng Nga: Булат Шалвович Окуджава, 9 tháng 5 năm 1924 – 12 tháng 5 năm 1997) là nhạc sĩ, nhà văn, nhà thơ Nga – Xô Viết.

## Tỉểu sử
Bulat Okudzhava sinh ở Moskva. Bố là Shalva Stepanovich Okudzhava, một cán bộ đảng người Gruzia, mẹ là Nalbandyan Stepanovna Ashkhen, người Armenia. Gia đình sống ở phố Arbat, đường phố cổ nổi tiếng ở Moskva. Sau khi sinh Bulat bố chuyển công tác xuống vùng Kapkage, mẹ vẫn ở Moskva, làm việc trong cơ quan đảng. Bố được đề bạt chức Bí thư thành ủy Tbilisi nhưng do xích mích với một cán bộ cao cấp nên xin chuyển công tác về vùng Ural làm cán bộ đảng ở một nhà máy chế tạo động cơ. Thời kỳ này cả gia đình chuyển về vùng Ural. Năm 1937 bố mẹ của Bulat Okudzhava bị bắt, bố bị xử bắn, mẹ bị giam trong trại cải tạo. Năm 1940 Bulat Okudzhava đi về Tbilisi ở với người bà con. Tại đây, Bulat học xong phổ thông vào làm thợ tiện ở nhà máy. Năm 1942 tình nguyện nhập ngũ, trở thành lính của một đơn vị rada. Bulat Okudzhava không trực tiếp chiến đấu nhưng một lần bị thương ở Mozdok. Thời kỳ này ông bắt đầu sáng tác một số bài hát.

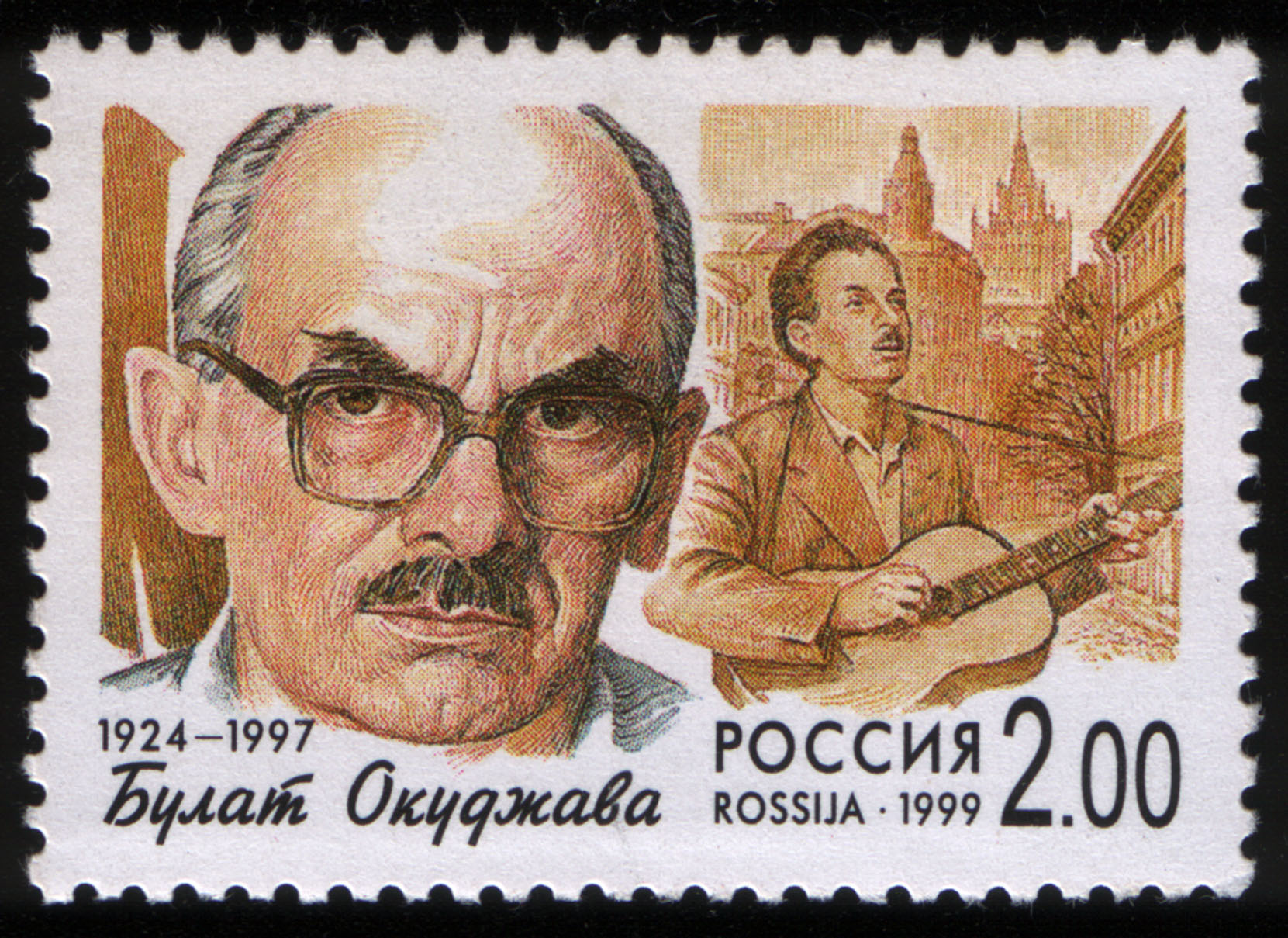
Nga, tem thư, Bulat Okudzhava, 1999 (Michel № 760, Scott № 6546)

Sau chiến tranh Bulat Okudzhava vào học Đại học Tbilisi. Năm 1950 tốt nghiệp, đi dạy học – đầu tiên dạy ở trường làng, sau lên thành phố Kaluga. Năm 1955 mẹ được trả tự do, Bulat Okudzhava vào Đảng cộng sản. Từ năm 1961 ông thôi nghề dạy học và chỉ tập trung vào sáng tác. Năm 1962 gia nhập Hội Nhà văn Liên Xô. Năm 1970 ông viết nhạc và bài hát cho bộ phim Ga Belarussky, trở thành một nhạc sĩ, nhà thơ nổi tiếng ở Liên Xô. Nhạc của Bulat Okudzhava được phổ biến bằng đĩa và băng, rất nổi tiếng trong cộng đồng Nga trong nước cũng như ở các nước trên thế giới. Ngoài sáng tác nhạc, ông còn viết truyện và làm thơ. Năm 1989 được bầu làm thành viên Hội Văn bút Nga. Từ năm 1992 là thành viên của ủy ban ân xá thuộc Tổng thống Nga. Từ năm 1994 là thành viên Ủy ban Giải thưởng Nhà nước Liên bang Nga. Ngoài ra, ông còn là thành viên hội đồng của nhiều tờ báo ở Moskva. Những năm 1990 ông thường xuyên sống ở Đức. Năm 1995 ông tổ chức buổi biểu diễn ở UNESCO, Paris. Ông mất ngày 12 tháng7 năm 1997 ở Paris.
Bulat Shalvovich Okudzhava được tặng Giải thưởng Nhà nước Liên Xô năm 1991. Năm 1994 ông được trao giải Booker cho tiểu thuyết Nhà hát phế bỏ. Tượng của ông được dựng ở ngôi nhà số 43, phố Arbat, nơi ông sống khi còn nhỏ.

## Tác phẩm
Thơ và văn xuôi:
- Лирика (Калуга, 1956),
- Март великодушный (1967),
- Арбат, мой Арбат (1976),

Bulat Okudzhava năm 1944

- Стихотворения (1984), «Избранное» (1989),
- Посвящается вам (1988),
- Милости судьбы (1993),
- Зал ожидания (Нижний Новгород, 1996), «Чаепитие на Арбате» (1996),
- Булат Окуджава. 20 песенок для голоса и гитары.- Краков: Польское муз. изд-во, 1970.- 64 с.
- Булат Окуджава. 65 песен (Музыкальная запись, редакция, составление В.Фрумкин). Ann Arbor, Michigan: Ardis, т.1 1980, т.2 1986.
- Песни Булата Окуджавы. Мелодии и тексты. Составитель и автор вступительной статьи Л. Шилов, музыкальный материал записан А.Колмановским с участием автора).- М.: Музыка, 1989.- 224 с.
- Бедный Авросимов» (1969, в последующих изданиях — «Глоток свободы»),
- Похождения Шипова, или Старинный водевиль»,
- Путешествие дилетантов» (1976—78),
- Свидание с Бонапартом» (1983),
- Упразднённый театр» (1992).

Kịch bản phim:
- Застава Ильича («Мне двадцать лет»), Киностудия им. М.Горького, 1963
- Ключ без права передачи, Ленфильм, 1977
- Законный брак, Мосфильм, 1985
- Храни меня, мой талисман, Киностудия им. А. П. Довженко, 1986
- Я помню чудное мгновенье (Ленфильм);
- Мои современники, Ленфильм, 1984;
- Два часа с бардами («Барды»), Мосфильм, 1988;
- И не забудь про меня, Российское телевидение, 1992.

## Một vài bài thơ
| Не бродяги, не пропойцы Не бродяги, не пропойцы, за столом семи морей вы пропойте, вы пропойте славу женщине моей! Вы в глаза ее взгляните, как в спасение свое, вы сравните, вы сравните с близким берегом ее. Мы земных земней. И вовсе к черту сказки о богах! Просто мы на крыльях носим то, что носят на руках. Просто нужно очень верить этим синим маякам, и тогда нежданный берег из тумана выйдет к вам. Тьмою здесь все занавешено и тишина как на дне... Ваше величество женщина, да неужели — ко мне? Тусклое здесь электричество, с крыши сочится вода. Женщина, ваше величество, как вы решились сюда? О, ваш приход — как пожарище. Дымно, и трудно дышать... Ну, заходите, пожалуйста. Что ж на пороге стоять? Кто вы такая? Откуда вы? Ах, я смешной человек... Просто вы дверь перепутали, улицу, город и век. По какой реке твой корабль плывет до последних дней из последних сил? Когда главный час мою жизнь прервет, вы же спросите: для чего я жил? Буду я стоять перед тем судом - голова в огне, а душа в дыму... Моя родина - мой последний дом, все грехи твои на себя приму. Средь стерни и роз, среди войн и слез все твои грехи на себе я нес. Может, жизнь моя и была смешна, но кому-нибудь и она нужна. | Đừng lang thang, đừng quá chén Bên bàn của bảy biển Mà hãy hát lên, hát lên Khen người phụ nữ của mình! Hãy nhìn vào mắt nàng Như vào sự cứu rỗi của mình Và hãy so sánh, hãy so sánh Với bờ bến thật gần. Ta trần tục hơn cả người trần Quỷ tha ma bắt Những chuyện về thánh thần! Chỉ đơn giản Ta mang trên đôi cánh Những gì người ta mang trên tay mình. Chỉ đơn giản Cần thật tin Những ngọn đèn biển màu xanh Và khi đó một bến bờ không đợi Từ trong sương mù sẽ đến với anh. Bóng tối ở đây đang trùm xuống Và tĩnh lặng đến tận cùng... Thưa quý bà cao thượng Chẳng lẽ là – em đến với anh? Điện ở đây mù mờ Nước từ trần nhà rỏ xuống Thưa quý bà cao thượng Em nghĩ sao mà lại đến đây? Như đám cháy – em đi đến đây Khói mịt mù và khó thở Mời em hãy bước vào đây Sao lại đứng ngoài bục cửa? Em từ đâu? Em là ai thế? Tôi buồn cười lắm phải không... Chỉ đơn giản là em nhầm cánh cửa Với đường, thành phố, và một trăm năm. Theo sông nào con tàu ngươi bơi đi Đến ngày cuối cùng, từ sức cuối tận? Trong ngày cuối mà ta sống đến Người ta hỏi rằng: sống để làm chi? Còn ta sẽ đứng trước con tàu ấy Đầu trong lửa và linh hồn trong khói Tổ quốc ta – ngôi nhà cuối của ta Lầm lỗi của người – ta xin nhận lấy. Giữa rạ và hoa, chiến tranh và lệ Ta mang theo mình lầm lỗi của ngươi Có thể đời ta đã rất buồn cười Nhưng cuộc đời ta cần cho ai đó. Bản dịch của Nguyễn Viết Thắng. |

## Nhận xét
- Okudzhava viết về cuộc chiến tranh chống Đức Quốc xã:

| “ | "Và bổng nhiên, vào một ngày đẹp trời, tôi nhận ra một cách cay đắng, vì đã chiến đấu cho Xô Viết, tôi đã trợ giúp và bảo vệ một chế độ tàn bạo. Một chế độ mà trà đạp lên các tự do, quyền lợi và nhân cách của một con người. Một chế độ mà từ trên bắt buộc phải cùng theo một quan điểm, loại bỏ mọi bất đồng chính kiến. Một chế độ toàn trị quân sự hóa, chỉ có một mục đích duy nhất là thống trị toàn thế giới. Vì như vậy 2 chế độ toàn trị đã va vào nhau, và cuộc xung đột kéo dài 4 năm trời, gây đổ máu trên nửa trái đất. Cả hai cho thấy, họ đồng dạng, hai chế độ đều giống hệt nhau." | ” |